# Znak Zorro (film 1940)
Znak Zorro (ang. The Mark of Zorro) – amerykański film przygodowy płaszcza i szpady z 1940 roku w reżyserii Roubena Mamouliana na podst. powieści The Curse of Capistrano Johnstona McCulleya. Remake filmu pod tym samym tytułem Freda Niblo z 1920 roku.
W 2009 roku został wprowadzony do Narodowego Rejestru Filmowego Stanów Zjednoczonych jako film „znaczący kulturowo, historycznie bądź estetycznie”.

## Opis fabuły
Hiszpania, wczesny XIX wiek. Ze studiów militarnych w Madrycie do rodzinnego domu w Los Angeles powraca Diego Vega. Na miejscu dowiaduje się, że jego ojciec – poważany ziemianin don Alejandro Vega stracił stanowisko alkada na rzecz don Luisa Quintery, który terroryzuje miejscową ludność. Jego prawą ręką jest wojskowy kapitan Esteban Pasquale, który z podwładnymi żołnierzami bezwzględnie egzekwuje prawo. Don Alejandro jest namawiany do zorganizowania buntu, jednak wie że nie ma szans przeciw garnizonom wyszkolonych żołnierzy.
Gdy żołnierze obwieszczają nowe rozporządzenie alkada, pojawia się zamaskowany jeździec w czarnym stroju nazywający siebie Zorro. Atakuje on żołnierzy, jak i samego Quinterę i jego żonę Inez. Po swych czynach zostawia swój znak – literę „Z” wyciętą szpadą. Nocą Zorro zakrada się do Quintery domagając się od niego dymisji i uczynienia don Alejandra następcą oraz wyjazd do Hiszpanii. Pasquale dowiaduje się o zajściu i wnioskuje, że Zorro musi być caballero. Wymusza też na Quinterze rezygnację z planów dymisji, gdyż zyskuje korzyści majątkowe dzięki alkadowi.
Zorro chroni się w klasztorze. Okazuje się być nim Diego, który postanowił walczyć z tyranią i by odciągać od siebie podejrzenia udaje oderwanego od rzeczywistości i rozpieszczonego szlachcica. Przebrany za mnicha widzi modlącą się bratanicę alkada – Lolitę, która wcześniej wpadła mu w oko. Lolita dostrzega wystającą szpadę z habitu, ale nie zdradza Diega przed śledzącymi żołnierzami. W końcu Diego już jako Zorro gubi pościg wskakując z koniem do rzeki. Nagroda za głowę Zorro wzrasta. Po udaremnieniu poboru podatków Diego skrywa się w misji ojca Felipe. Ten zarzuca Diego tchórzostwo i zachwala Zorro za samotną walkę z terrorem władzy. Diego ujawnia kim jest i przekazuje ojcu Felipe skradzione kosztowności celem przekazania peonom. 
Później Diego zostaje zaproszony przez Inez na konny spacer, gdzie wyjawia mu chęć rozstania z mężem inspirowaną przez Pasquale’a. Tymczasem Pasquale sugeruje małżeństwo Diego i Lolity, by zdławić opór caballeros pod wodzą don Alejandra i ograniczyć działania współpracującego z nim Zorro. Państwo Vega odrzucają propozycję mariażu. Jednak Diego odwiedza Quinterów, gdzie robi złe wrażenie na Lolicie. Otrzymuje mimo to błogosławieństwie jej stryja. Na osobności Diego wyznaje Lolicie, że to on jest Zorro i jego miłość do niej jest prawdziwa. Wieści o planowanym małżeństwie wzbudzają dezaprobatę jego ojca.
Ludzie rozpoczynają bunt, gdy sierżant Gonzales batoży księdza za odmowę zapłacenia podatku. W odwecie Zorro porywa Gonzalesa i bije go prawie na śmierć. Pasquale odwiedza ojca Felipe’a i odkrywa kosztowności skradzione przez Zorro. Felipe ma za to zostać powieszony. Lolita informuje o tym Diego. Jako Zorro pustoszy piwnicę coraz bardziej przerażonego Quintery, który decyduje się ustąpić z urzędu w obecności Diego. Przeszkadza w tym Pasquale, który wyzywa Diega na pojedynek na szpady. Diego ujawniający nadzwyczajne zdolności szermierskie zabija Pasquale’a. Quintero domyśla się, że Diego to Zorro i aresztuje go.
Wszyscy caballeros zostają zaprowadzeni do rezydencji alkada, by być świadkiem egzekucji Diega. Ten jednak sprytnie uwalnia siebie i ojca Felipe’a, a następnie prowadzi caballeros i peonów przeciw alkadowi i żołnierzom. W końcu udaje im się obalić Quinterę i wygnać do Hiszpanii, a don Alejandro zostaje nowym alkadem. Diego zdobywa serce Lolity.

## Obsada
- Tyrone Power – Zorro / Diego Vega
- Linda Darnell – Lolita Quintero
- J. Edward Bromberg – alkad Luis B. Quintero
- Gale Sondergaard – Inez Quintero
- Basil Rathbone – kapitan Esteban Pasquale
- Montagu Love – don Alejandro Vega
- Janet Beecher – señora Isabella Vega
- Eugene Pallette – ojciec Felipe
- George Regas – sierżant Gonzales
- Belle Mitchell – Maria de Lopez

## Odniesienia w kulturze popularnej
- W mitologii Batmana Znak Zorro jest ustanowiony jako film, z którego małoletni Bruce Wayne wracał z kina z rodzicami chwilę przed tym jak zostali zamordowani[4].
- W komiksie DC Comics Blades Jamesa Robinsona i Tima Sale’a superzłoczyńca Cavalier ma w swej kryjówce plakat Znaku Zorro[5].
- Film doczekał się w 1981 roku parodystycznej kontynuacji pt. Zorro, ostrze szpady. W role Zorro i jego zniewieściałego brata-bliźniaka wcielił się George Hamilton.